# Lutjanus analis
Lutjanus analis es una especie de peces de la familia Lutjanidae en el orden de los Perciformes.

## Morfología
• Los machos pueden llegar alcanzar los 94 cm de longitud total y 15,6 kg de peso.

## Alimentación
Come peces, gambas, cangrejos, cefalópodos gasterópodos.

## Hábitat
Es un pez de mar de clima tropical y asociado a los  arrecifes de coral que vive entre 25-95 m de profundidad.

## Distribución geográfica
Se encuentra en el  Atlántico occidental: desde Massachusetts (Estados Unidos) y Bermudas hasta el sureste del Brasil, incluyendo el Mar Caribe y el Golfo de México.

## Uso comercial
Se comercializa principalmente fresco o congelado, y como pez de acuario en Brasil.